# Lourenço Mendes
Lourenço Mendes (Chaves, 27 de Janeiro de 1280), foi um frade português.

## Biografia
Professou na Ordem de São Domingos.
Construiu à custa de esmolas e sacrifícios a ponte sobre o rio Tâmega, entre o Minho e Trás-os-Montes e Alto Douro, em Cavez. Tal construção foi envolvida de prodígios que atestavam a protecção divina.
Está sepultado na igreja de São Domingos, em Guimarães, numa capela lateral.